# ESIC Universidad
ESIC Universidad es una universidad privada española con sede y campus en Pozuelo de Alarcón. 

## Historia
Fue fundada en 2019, cuando la Asamblea de Madrid aprobó la Ley 4/2019, de 20 de marzo, de reconocimiento de la universidad privada "ESIC Universidad", por el que se autoriza la creación de ESIC Universidad, por lo que la institución puede impartir y expedir sus propios títulos sin tener que estar adscrita a otra universidad.
La universidad comparte grupo empresarial con la escuela de negocios ESIC Business & Marketing School, que fue fundada con la denominación Escuela Superior de Ingenieros Comerciales (ESIC) en 1965 por los Sacerdotes del Sagrado Corazón de Jesús. Esta escuela posteriormente cambió de nombre a ESIC Business and Marketing School y era un centro adscrito a la Universidad Rey Juan Carlos en la Comunidad de Madrid hasta que cursó su desascripción en 2020, tras la creación de la universidad en Madrid, pero se mantiene como centro adscrito a las universidades Rovira i Virgili en Cataluña, Miguel Hernández en la Comunidad Valenciana y San Jorge en Aragón, además de centro autorizado para la obtención del "Bachelor in Business Administration" mediante un convenio con la Universidad Atlántica de Florida de Estados Unidos, en la Comunidad de Madrid, Cataluña y en Navarra.
Las dos instituciones académicas, ESIC Universidad (Fundación de Estudios Superiores e Investigación ESIC) y ESIC Business & Marketing School (Escuela de Estudios Superiores ESIC Sacerdotes del Sagrado Corazón de Jesús PP.RR.) forman la red ESIC.

## Titulaciones
Ofrece diversos grados, dobles grados, diplomas de especialización (4 años) y títulos superiores (5 años). A nivel de postgrado, oferta distintas modalidades de Maestría en Administración de Empresas y otros másteres especializados desde Marketing hasta Recursos Humanos, pasando por Comercial y Ventas o Finanzas.